# Sara River
Der Sara River ist ein Fluss im Nordosten des australischen Bundesstaates New South Wales.

## Geographie
Der Fluss entspringt westlich des Mount Mitchell, der seinerseits westlich des Warra-Nationalparks liegt. Von dort fließt der Fluss nach Osten durch unbesiedeltes Gebiet. Im Guy-Fawkes-River-Nationalpark bildet er zusammen mit dem Guy Fawkes River den Boyd River.

### Nebenflüsse mit Mündungshöhen
Er hat folgende Nebenflüsse:
- Backwater Creek – 1013 m
- Oban River – 819 m
- Nowlands Creek – 579 m
- Bobs Creek – 333 m